# 移动深度連結
对于移动应用来说，深度链接是指使用统一资源标志符（URI）来链接到移动应用中的某一特定的页面位置，而非通过简单启动应用来到达该页面。

## 深度链接与移动操作系统
网页应用能够使用内置的HTTP以及URL技术默认进行深度链接跳转。与网页应用不同，移动应用要求进行特定配置，才能够识别统一资源标志符 (URI)。对于网页来说，URL就是到达该网页的一个地址。对于移动应用来说，这个地址以URI的形式呈现。一些移动应用的URI简单示例如下：
- twitter:// 启动twitter
- YouTube:// 启动Youtube

移动深度链接的样式基于各个移动操作系统而不同。安卓操作系统通过intents而发挥作用， Firefox OS设备通过Web Activities产生作用， iOS设备会通过触发openUrl方法发挥作用, 而Windows Phone 8设备通过调用UriMapper类来发挥作用。
- fb://profile/33138223345 是一个具体的移动深度链接的示例，其中包含了直接跳转到移动应用中某一特定位置的所有相关信息。这个例子中的链接可直接跳转至ID为33138223345档案页，而不是仅仅启动Facebook应用。
- eBay移动应用在不同的平台上使用不同的深度链接格式。eBay://launch?itm=360703170135 为其在iOS端的深度链接，而eBay://item/view?id=360703170135为在Android端的深度链接。

## 外部連結
- Deep Link教學 - 點擊網址開啟APP - APP武藏